# Pseudocuma simile
Pseudocuma simile is een zeekomma uit de familie Pseudocumatidae. De wetenschappelijke naam van de soort werd in 1900 gepubliceerd door Georg Ossian Sars.

## Kenmerken
P. simile is een kleine zeekomma met typische kommavorm, die tot 5,5 mm lang wordt. Het pseudorostrum is prominent en scherp bij vrouwtjes en in mindere mate bij mannetjes. De ogen zijn redelijk goed ontwikkeld. De antero-laterale hoeken van de carapax dragen drie kleine tandjes. Hierdoor scheidt de soort zich duidelijk af van P. longicorne
De tweede antenne is bij het vrouwtje zeer klein en bestaat slechts uit één segmentje. Bij mannetjes daarentegen reikt antenne twee tot aan pleoniet vijf. Die laatsten bezitten ook twee paar vrij rudimentaire zwempootjes (pleopoden).
P. simile bezit een klein, halfcirkelvormig telson. Het steeltje van de uropode is bij vrouwtjes ongeveer even lang als de exopodiet (buitenste takje) en de endopodiet (binnenste takje).

## Ecologie
Ze komen voor van 10 m tot op een diepte van 360 m, echter vaak ondiep.
De meerderheid van de zeekommasoorten in gematigde ondiepe wateren leven waarschijnlijk slechts een jaar of minder en planten zich tweemaal per jaar voort. Ze voeden zich met micro-organismen en organisch materiaal uit bodemafzettingen.
P. simile is een boreale soort die voorkomt van Noorwegen tot de Golf van Biskaje en Groot-Brittannië.